# OFK Beograd
OFK Beograd (srpski: ОФК Београд) srbijanski je nogometni klub iz Beograda. Trenutačno se natječe u Superligi Srbije.

## Povijest
Godine 1906. osnovan je Loptački odsjek mačevalačkog društva Srpski mač. Igrači Srpskog mača dogovorili su 1911. gostujuću utakmicu protiv zagrebačkog HAŠK-a. Predsjednik Srpskog mača smatrao je da je HAŠK prejak klub te nije podržavao odlazak svoje momčadi na gostovanje. Igrači Srpskog mača odlučili su napustiti klub i otići u Zagreb kao reprezentacija Kraljevine Srbije. U prvoj utakmici, ujedno i prvoj nogometnoj utakmica između Hrvata i Srba, HAŠK je u prvoj utakmici pobijedio s 8:0, a u drugoj utakmici 6:0. Igrači Srpskog mača osnovali su 6. srpnja 1911. klub Beogradski sport klub (BSK).
Bio je najbolji klub Srbije i Jugoslavije u periodu između 1923. godine, kad je održano prvo nogometno prvenstvo, do 1941. BSK je u tom periodu osvojio pet prvenstava i jedan kup.
Klupske boje 1932. bile su „otvoreno i zatvoreno plava (prugasto)”.
Poslije Drugog svjetskog rata grupa ljudi koja je činila BSK je 15. veljače 1945. osnovala Nogometni klub "Metalac".
Ovo ime klub je nosio do 1950., kad je vraćeno staro ime BSK, ali već 1957. ime je preinačeno u OFK (Omladinski nogometni klub) Beograd, kako bi se klub približio gradu i stekao više navijača.
Od početka "drugog života" klub je imao dosta uspjeha. Već 1953. osvojen je prvi Kup Jugoslavije, a 1955. uspjeh je ponovljen. Još dva Kupa osvojena su 1961./62. i 1965./66. Bilo je to najslavnije vrijeme OFK Beograda, kad su nogometaši ovog kluba zbog lijepe i atraktivne igre stekli nadimak "romantičari": Najveći uspjeh na europskoj sceni je plasman u polufinale Kupa osvajača kupova u sezoni 1962./63. "Romantičari" su u polufinalu poraženi od engleskog Tottenhama, kasnije i osvajača ovog natjecanja.
Polovicom 1970-ih OFK Beograd zapada u krizu, koja kulminira ispadanjem u Drugu ligu, gdje klub provodi skoro tijekom cijelih 1980-ih. Ipak, u tom razdoblju su bili dovoljno u 1. ligi da se vidilo da od negdašnjeg "romantičarskog" nogometa nije ostalo ništa. Štaviše, tih se sezona OFK Beograd dospio "proslaviti" time što je na jednoj utakmici, jedan njegov igrač divljački slomio nogu igraču splitskog Hajduka Blažu Sliškoviću (igraču poznatom kao nogometnom umjetniku), nakon što su mu od početka utakmice igrači OFK Beograda "nasrtali na cjevanice, gležnjeve i koljena".
OFK Beograd se u Prvu ligu vraća 1991. i odmah korača starim stazama. "Romantičari" su izborili plasman u Kupu UEFA, ali zbog sankcija prema srpsko-crnogorskoj federaciji nisu opet izašli na veliku europsku scenu. Godine sankcija protekle su u borbi za opstanak u gornjem dijelu tabele.
U ljeto 1997. dolazi do velike krize rukovodstva. Klub napušta stari kadar, a dolaze mlađi i poletniji. Rezultati brzo postaju vidljivi i OFK Beograd iz godine u godinu se približava vrhu. 
U prvim godinama novog stoljeća "romantičari" se redovno nalaze među četiri najbolja tima, a 2004. stižu i do polufinala Intertoto kupa u kome su poraženi od Atletica iz Madrida.

## Vanjske poveznice
- Službena web-stranica
- Miroslav Milovanović, Naš plavi bukvar, Beograd, 2011.
- Knjige o klubu
- 1923-1945
- 1945-1992
- Kup